# بلکی مارتین
بلکی مارتین (انگلیسی: Blakey Martin؛ ۱۵ نوامبر ۱۸۹۱ – ۲۱ اکتبر ۱۹۴۰) بازیکن فوتبال بود.
از باشگاه‌هایی که در آن بازی کرده‌است می‌توان به باشگاه فوتبال دربی کانتی اشاره کرد.
وی همچنین در تیم‌های ملی فوتبال لیگ فوتبال جنوبی انگلستان و Western Football League بازی کرده‌است.